# سیکلاسیلین
سیکلاسیلین (انگلیسی: Ciclacillin) یک آنتی‌بیوتیک آمینوپنی‌سیلین است. طیف فعالیت آن مشابه آمپی‌سیلین است، اگرچه نسبت به آمپی‌سیلین کمتر به بتالاکتامازها حساس است و فراهمی زیستی بسیار بالاتری دارد. یک کارآزمایی بالینی تصادفی بزرگ و دوسوکور که در سال ۱۹۷۸ میلادی منتشر شد نیز نشان داد که سیکلاسیلین با عوارض جانبی به طور قابل توجهی کمتر و خفیف‌تری نسبت به آمپی‌سیلین همراه است؛ مطالعات بعدی به نظر می‌رسد این تحمل‌پذیری بهبود یافته را دست‌کم در کودکان تأیید کردند.